# Kanadische Hemlocktanne
Die Kanadische Hemlocktanne (Tsuga canadensis), auch Kanadische Schierlingstanne genannt, ist eine Pflanzenart aus der Gattung der Hemlocktannen (Tsuga) in der Familie der Kieferngewächse (Pinaceae). Es ist in ihrer nordamerikanischen Heimat die Klimaxbaumart. Sie wurde um 1730 nach Europa eingeführt und ist in Mitteleuropa winterhart. Sie dient dem US-Bundesstaat Pennsylvania als Wahrzeichen.

## Beschreibung

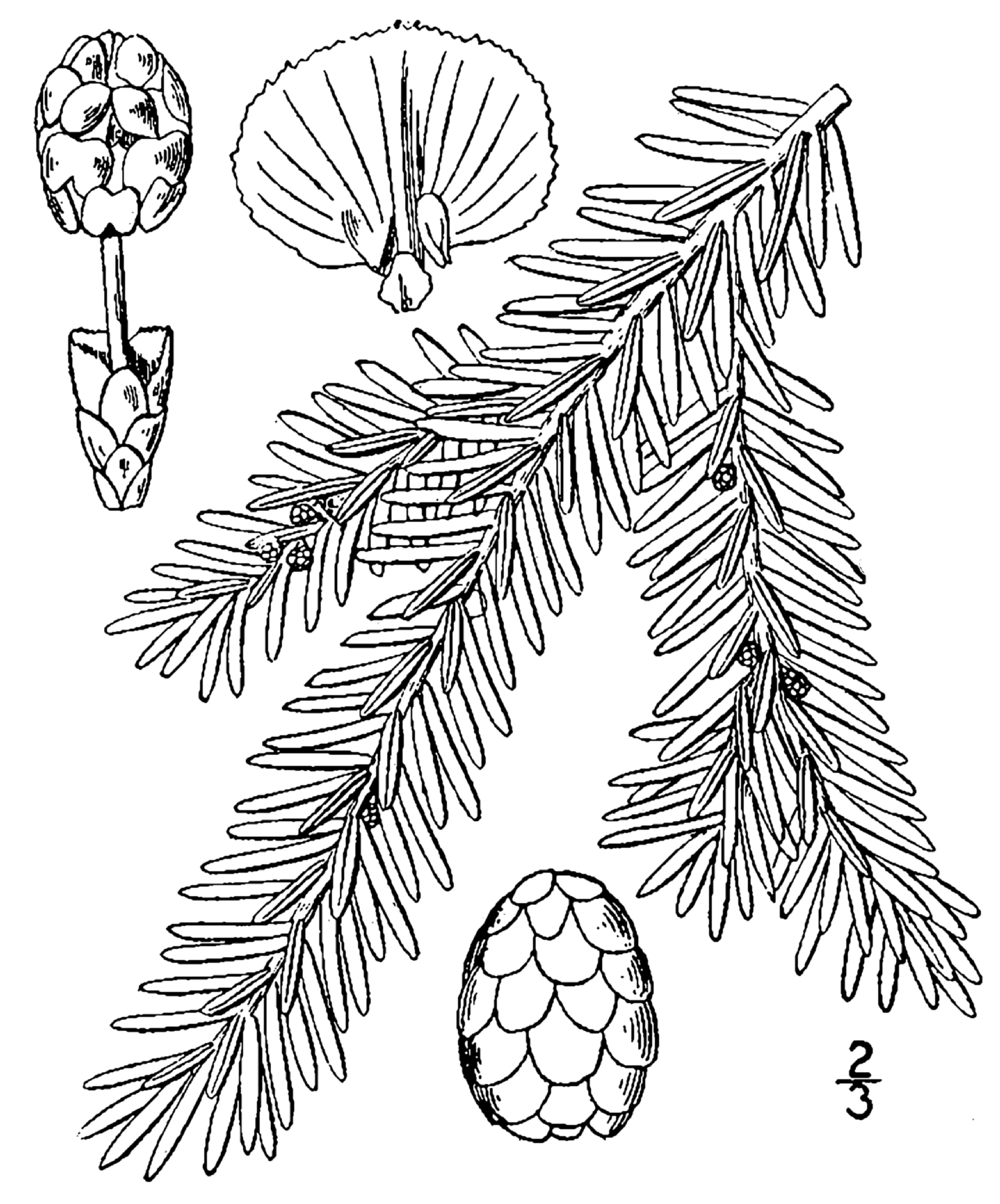
Kanadische Hemlocktanne (Tsuga canadensis), Abbildung

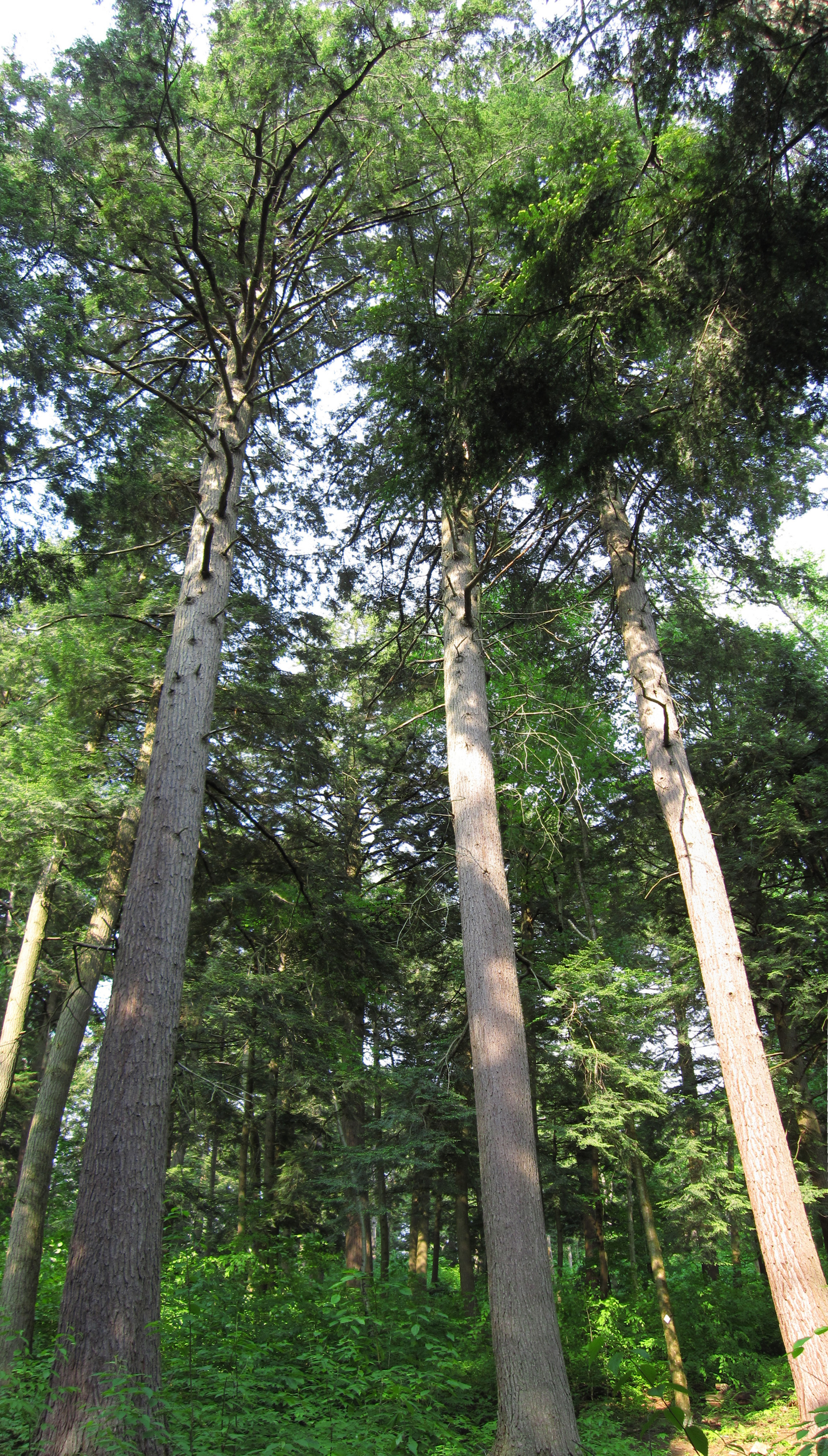
Kanadische Hemlocktanne im Allegheny National Forest in Pennsylvania

Die Kanadische Hemlocktanne ist ein immergrüner Baum, der Wuchshöhen von 20 bis 30 Metern und in Ausnahmefällen Stammdurchmesser bis zu 2 Metern erreicht. Sie erreicht ein Höchstalter von 1000 Jahren. Die Borke ist bräunlich. Die Rinde der Zweige ist gelbbraun und behaart. Die eiförmigen Knospen sind 1,5 bis 2,5 mm groß. Die ungleich großen Nadeln stehen dicht und schraubig angeordnet am Zweig. Sie sind 0,5 bis 1,8 Zentimeter lang und 1 bis 2,5 Millimeter breit und haben eine Lebensdauer von etwa sechs Jahren. Die dunkelgrünen Nadeln sind am Ende abgerundet und besitzen unterseits zwei weiße Spaltöffnungsbänder. Typisch für die Kanadische Hemlocktanne ist, dass auf der Zweigoberseite eine Reihe der Nadeln mit der Unterseite nach oben wächst.
Die Kanadische Hemlocktanne ist einhäusig getrenntgeschlechtig (monözisch). Die Blühfähigkeit wird mit 20 bis 40 Jahren erreicht. Die Blütezeit ist im Mai und die Samen reifen im September bis Oktober. Die gestielten, eiförmigen Zapfen weisen eine Länge von 1,5 bis 2,5 Zentimetern und einen Durchmesser von 1 bis 1,5 Zentimetern auf. Die 1 bis 2 Millimeter große Samen besitzen einen 7 Millimeter langen Flügel.
Die Chromosomenzahl beträgt 2n = 24.

## Vorkommen

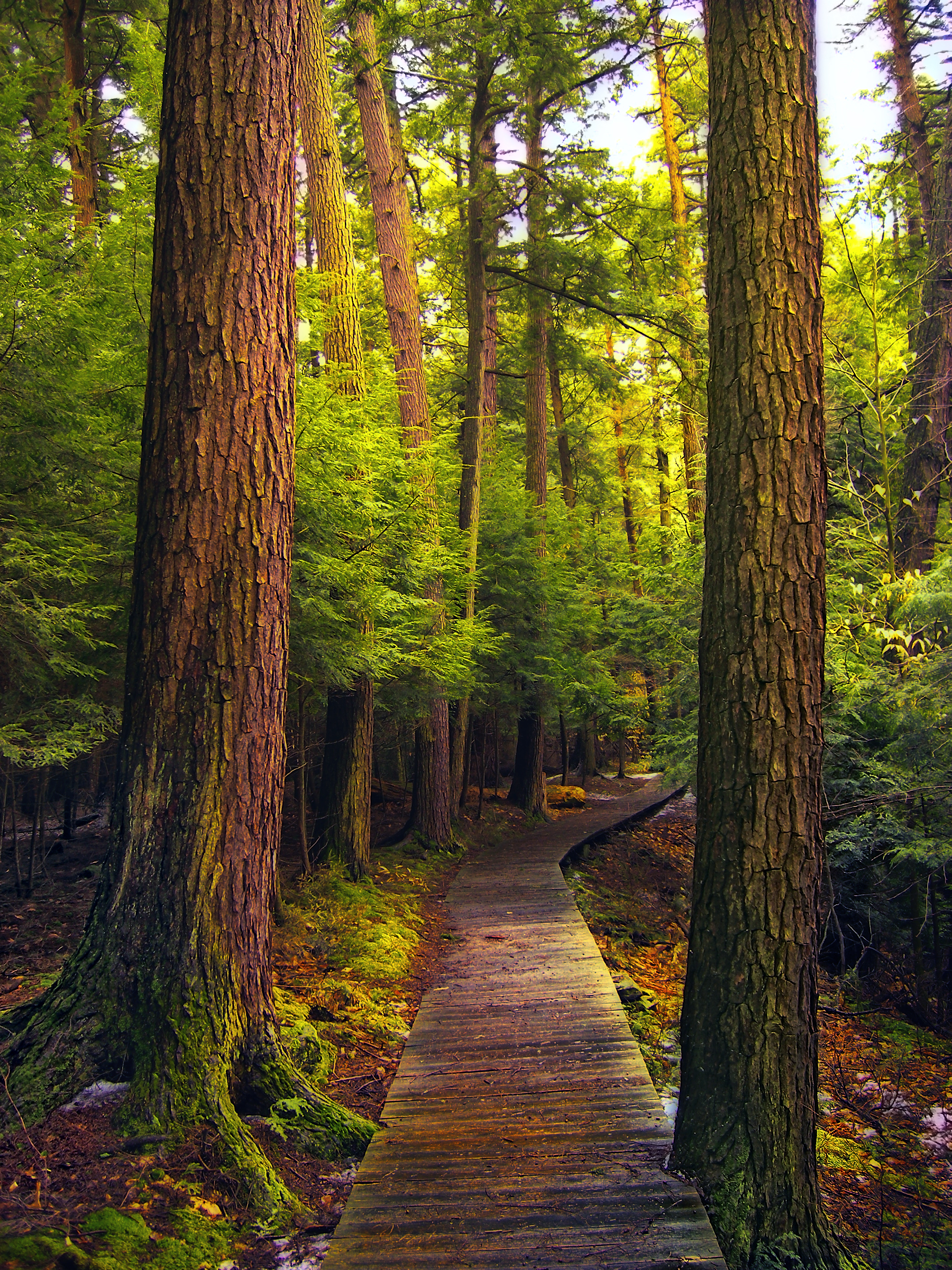
Kanadische Hemlocktanne im Salt Springs State Park, Susquehanna

Das Verbreitungsgebiet der Kanadischen Hemlocktanne liegt im nordöstlichen Nordamerika und erstreckt sich von Minnesota, Süd-Ontario, Süd-Québec und Nova Scotia bis Nord-Alabama, Nord-Georgia und ins nordwestliche South Carolina.
Die Kanadische Hemlocktanne stockt bevorzugt auf tiefgründigen, nährstoffreichen, gut wasserversorgten Lehmböden. Sie kommt sowohl auf basischem wie saurem Substrat vor. Sie wächst in Höhenlagen von Meereshöhe bis 1700 Meter, vor allem an schattigen und feuchten Nord- und Osthängen. Sie bildet Reinbestände oder kommt in Mischwäldern mit Weymouth-Kiefer (Pinus strobus), Amerikanischer Rot-Fichte (Picea rubens), Weiß-Fichte (Picea glauca) und Gelbbirke (Betula alleghaniensis) vor.
Die Kanadische Helmlock-Tanne ist schattentolerant. Sie bildet im Alter ein flaches, oberflächennahes Wurzelsystem aus und ist dann empfindlich gegenüber Windwurf und Feuer. In den letzten Jahrzehnten hat sich die aus Ostasien eingeschleppte Hemlock-Wolllaus (Adelgas tsugae) stark ausgebreitet, deren Befall zu Nadel- und Triebschäden und nach einigen Jahren zum Absterben der Bäume führt.

## Taxonomie
Die Kanadische Hemlocktanne (Tsuga canadensis (L.) Carrière) hat folgende Synonyme: Pinus canadensis L., Abies canadensis (L.) Dum.Cours. nom. illeg., Picea canadensis (L.) Link, Abies americana Mill., Pinus pendula Sol. ex Salisb. nom. illeg., Abies curvifolia Salisb.

## Nutzung
Das Holz der Kanadischen Hemlocktanne ist leicht und weich. Es besitzt einen gelblich-weißen Splint und einen bräunlichen Kern. Es wird als Bau- und Konstruktionsholz verwendet und in der Papierindustrie verarbeitet. In ihrer Heimat ist sie ein wichtiger Forstbaum, in Mitteleuropa wird sie als Zierbaum angebaut. Es gibt über 300 Kulturformen für Parks und Gärten.
Das Harz ist ähnlich dem Kanadabalsam.

## Bilder

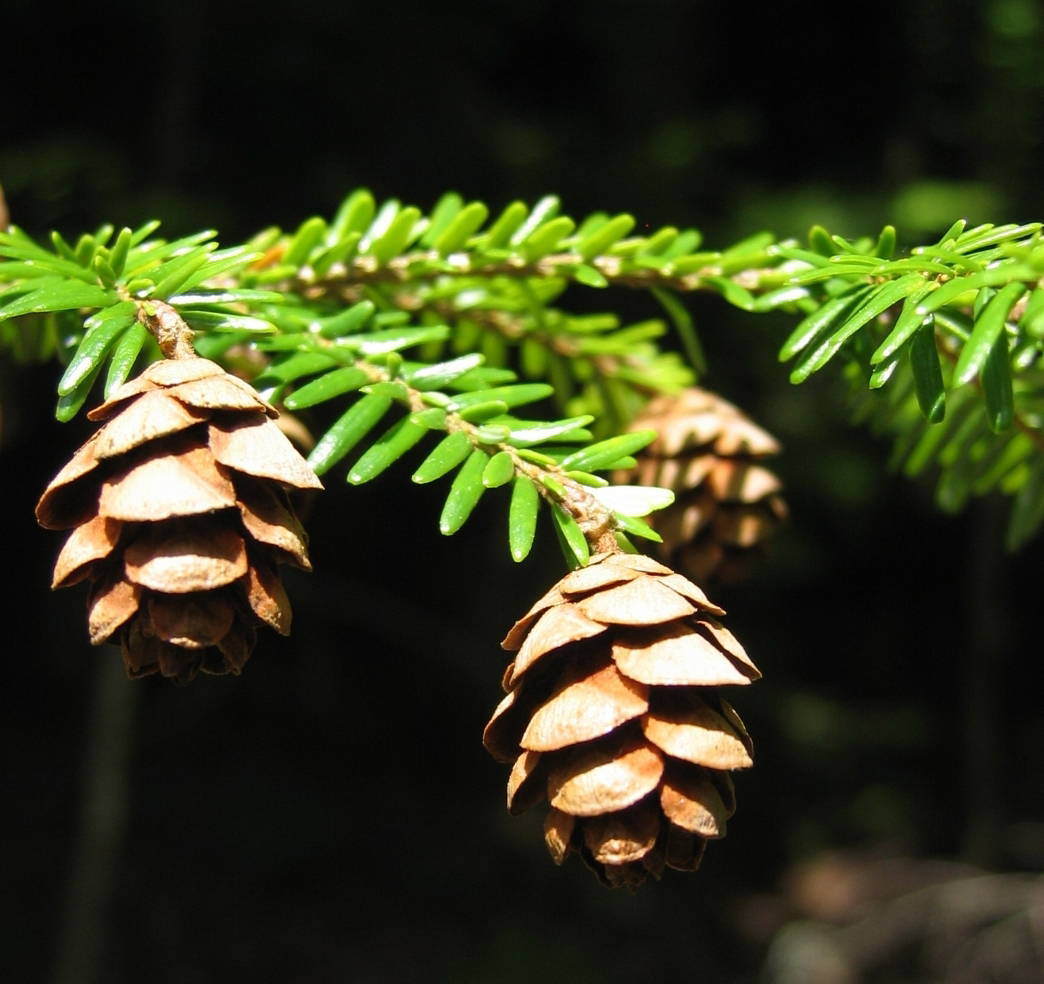
Kanadische Hemlocktanne mit Zapfen
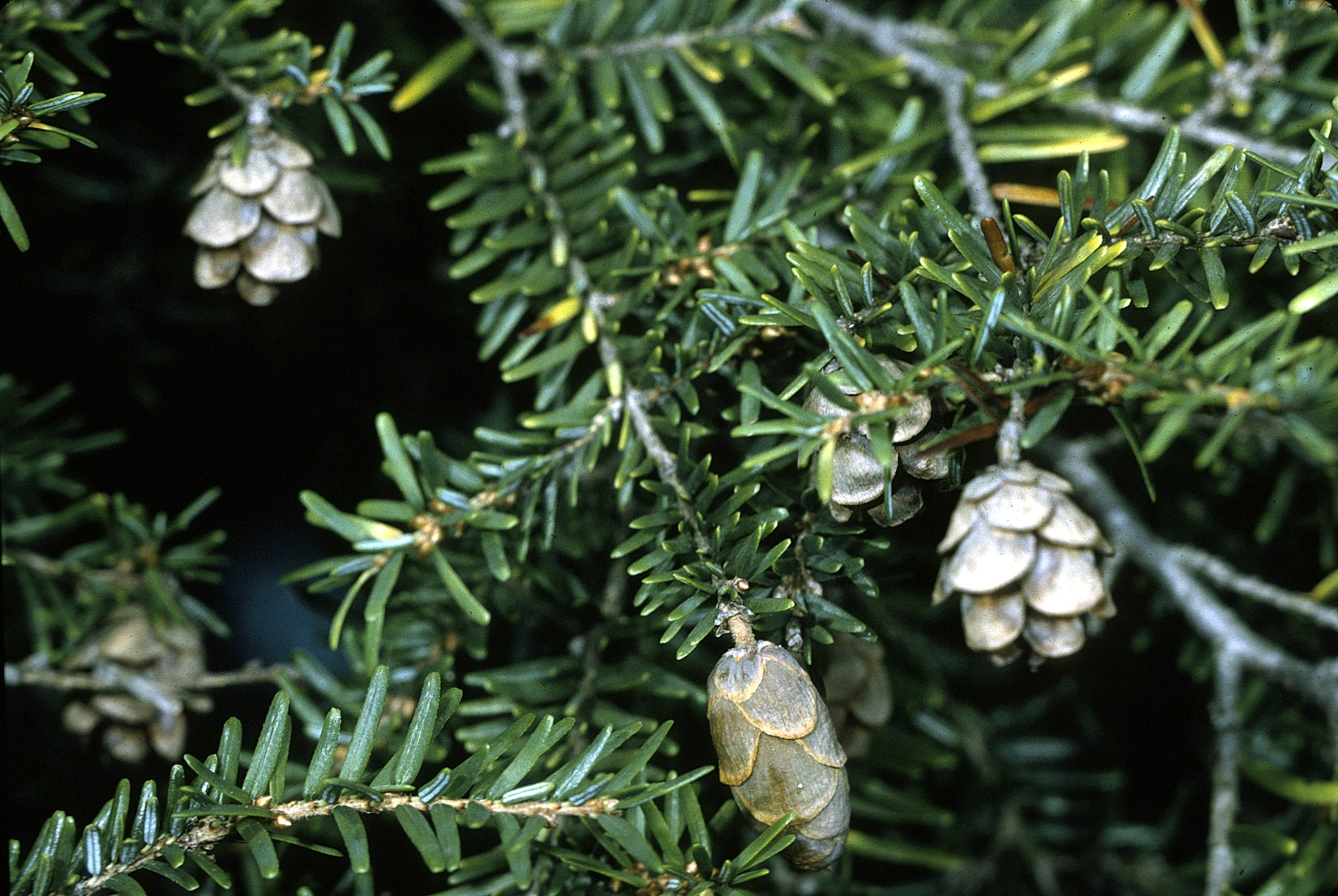
Reife und unreife Zapfen
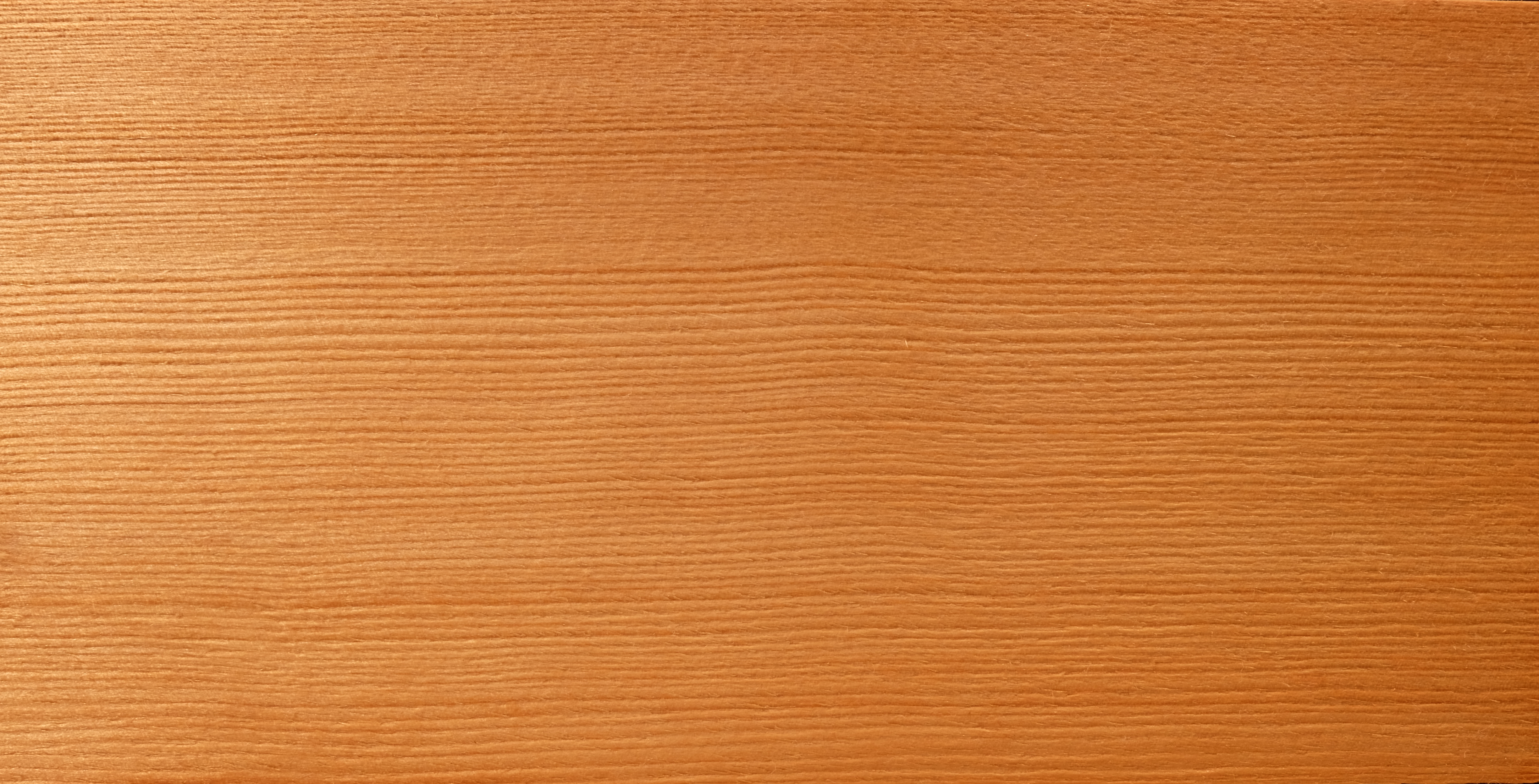
Gemessertes Furnier, geölt, nicht geschliffen